# Campeonato Sul-Americano de Clubes de Futsal de 2001
O Campeonato Sul-Americano de Clubes de Futsal de 2001 foi a segunda edição da competição de clubes de futsal, pela primeira vez como o apoio da CONMEBOL,[carece de fontes?] mas ainda sem a organização da mesma. Ocorreu em Carlos Barbosa, Brasil, entre 7 e 10 de fevereiro.[carece de fontes?]

## Formato
Composto por dois grupos de quatro times, onde todos se enfrentam dentro dos grupos. O primeiro de cada grupo disputou na final e o segundo colocado a decisão do terceiro lugar.